# Afrikanische Riesengottesanbeterin
Die Afrikanische Riesengottesanbeterin oder Grüne Gottesanbeterin (Sphodromantis viridis) ist eine Fangschrecke aus der Familie der Mantidae. Letztere Trivialbezeichnung teilt sie sich mit der etwas kleineren und gattungsverwandten Afrikanischen Gottesanbeterin (Sphodromantis gastrica).

## Merkmale

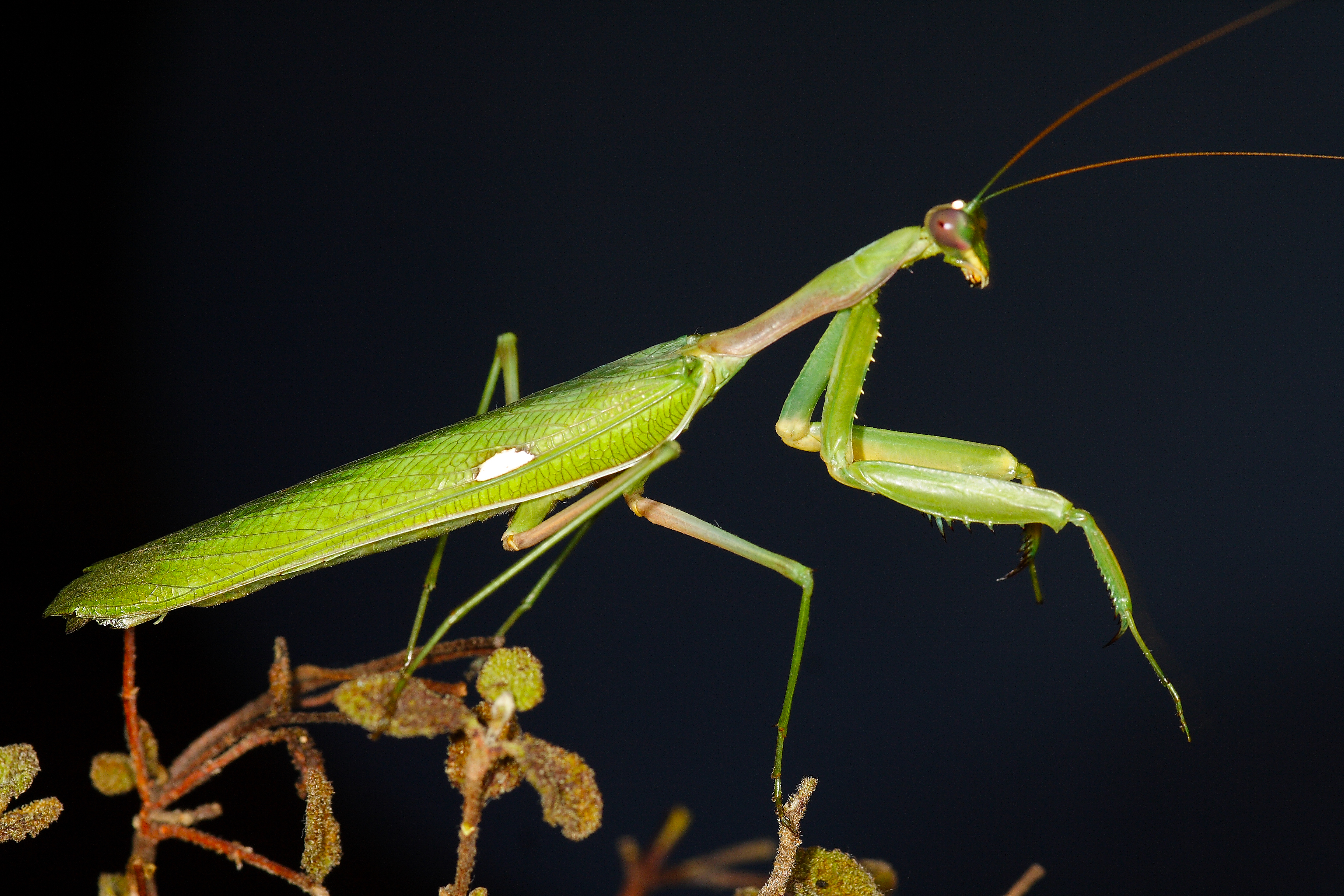
Männchen, gefunden in Portugal

Die Afrikanische Riesengottesanbeterin gehört zu den großen Mantiden und ist in Europa die größte Art aus der Familie Mantidae. Dennoch wird sie oft wegen ihrer grünen Färbung mit der Europäischen Gottesanbeterin verwechselt. Unterscheidungsmerkmale sind jedoch der weiße Fleck in der Mitte jedes Vorderflügels und das Fehlen eines schwarz geränderten, gelb oder weiß gekernten Flecks an  der Basis der Innenseite der Vorderhüften.
Die Afrikanische Riesengottesanbeterin erreicht eine Länge von 10 Zentimetern. Dies trifft jedoch nur auf Weibchen zu. Die Männchen werden bis zu 8 Zentimeter lang und sind damit meistens kleiner und schmaler als die Weibchen. Weitere Geschlechtsunterschiede sind die 8 Segmente am Hinterleib der Männchen, die es diesen ermöglichen, sich bei der Paarung in Richtung der Weibchen zu krümmen. Die Weibchen haben nur 6 Segmente. Ihre Flügel sind kurz und ihre Flugfähigkeit ist auf wenige Meter begrenzt. Die Flügel der Männchen sind wesentlich länger und ragen über den Hinterleib hinaus.  Sie verleihen den Männchen die besseren Flugfähigkeiten. So können sie die Weibchen aufsuchen und nach der Paarung wieder weiterfliegen. Wie diverse andere Fangschrecken besitzt die Afrikanische Riesengottesanbeterin sowohl auf der Innenseite der Fangarme als auch auf der Unterseite des zweiten Flügelpaares eine gelbliche Warnfärbung, die der Drohgebärde dienen.
Trotz ihres Artnamens viridis, der aus dem Lateinischen übersetzt „grün“ bedeutet, kann ihre Färbung von hellgrün bis graubraun reichen. Die Farben erinnern dann an frische oder verwelkende Blätter.

### Ähnliche Arten

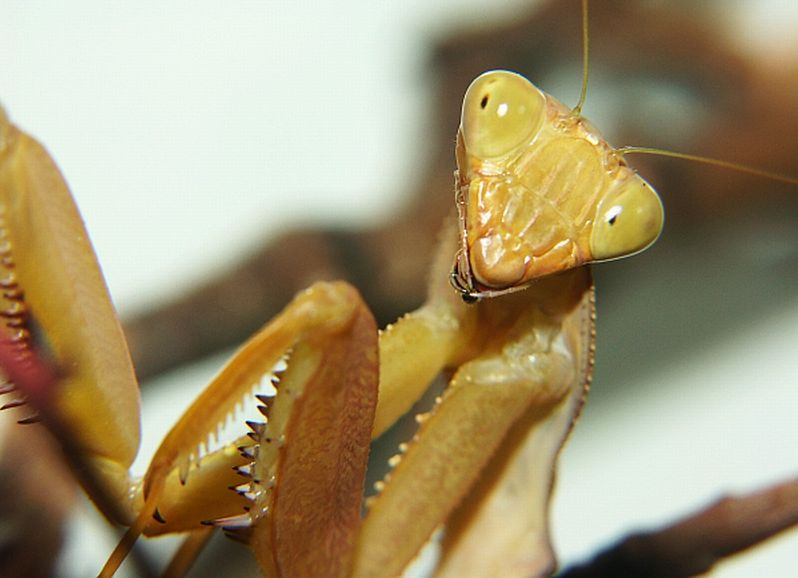
Zu den ähnlichen Arten der Afrikanischen Riesengottesanbeterin zählt die nah verwandte Ghana-Gottesanbeterin (Sphodromantis lineola).

Ähnliche Arten finden sich in der Familie Mantidae und besonders in der Gattung Sphodromantis wieder. Beispiele dafür sind die Ghana-Gottesanbeterin (Sphodromantis lineola) und die Afrikanische Gottesanbeterin (Sphodromantis gastrica). Andere ähnliche Arten sind die Indische Riesengottesanbeterin (Hierodula membranacea) und entfernt die Europäische Gottesanbeterin (Mantis religiosa).

## Verbreitung

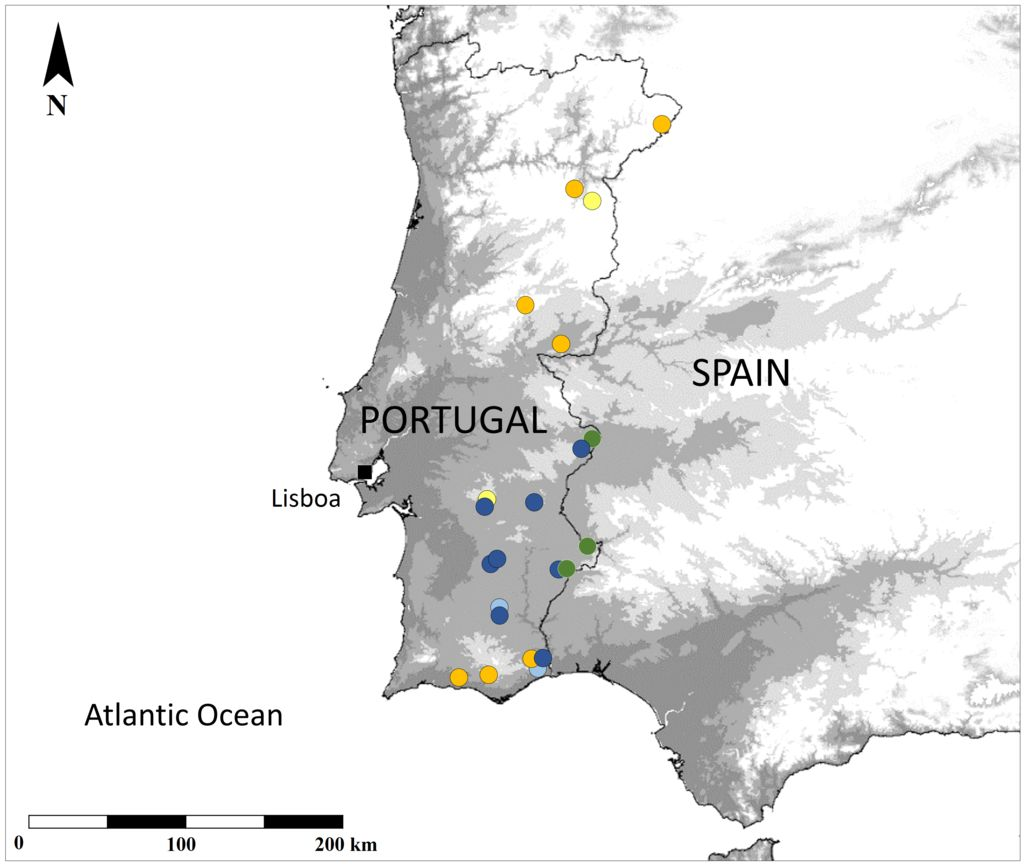
Verbreitung der Afrikanischen Riesengottesanbeterin (grün), Fuentes Kurzflügel-Fangschrecke (Apteromantis aptera, blau) und Perlamantis allibertii (gelb) in Portugal

Die Afrikanische Riesengottesanbeterin stammt ursprünglich aus dem tropischen Afrika südlich der Sahara, bewohnt jedoch überwiegend Westafrika und ist im Norden ihres Verbreitungsgebietes in lokalen Populationen entlang des Mittelmeers vertreten. Von der Iberischen Halbinsel ist die Art schon seit dem 19. Jahrhundert bekannt, ihr Verbreitungsgebiet war damals jedoch auf Andalusien beschränkt. Der Klimawandel scheint jedoch ihre Ausbreitung zu begünstigen. Sie wurde zunehmend auch außerhalb des bekannten Verbreitungsgebietes, etwa in Israel oder in Portugal gefunden. In einigen Gebieten scheint die Afrikanische Riesengottesanbeterin auch als Neozoon durch den Menschen eingeschleppt worden zu sein, etwa auf den Balearen.

## Lebensweise und Fortpflanzung

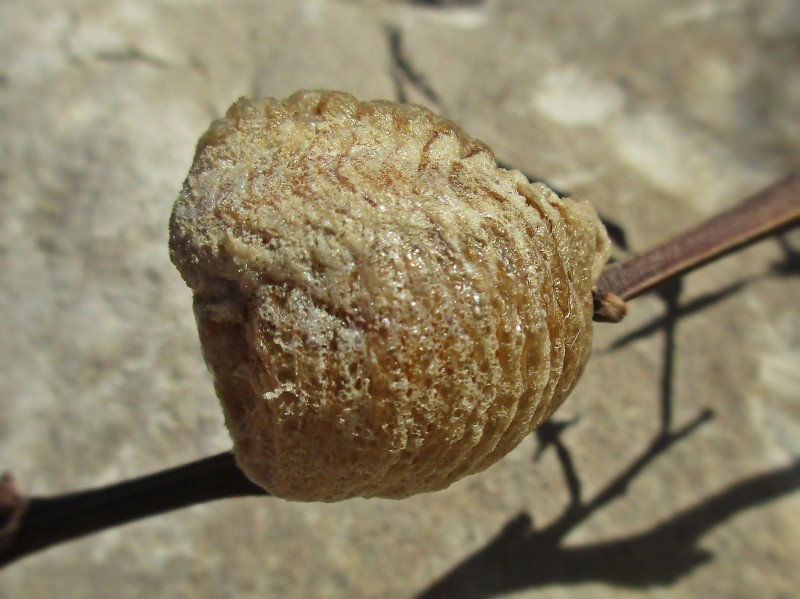
Oothek

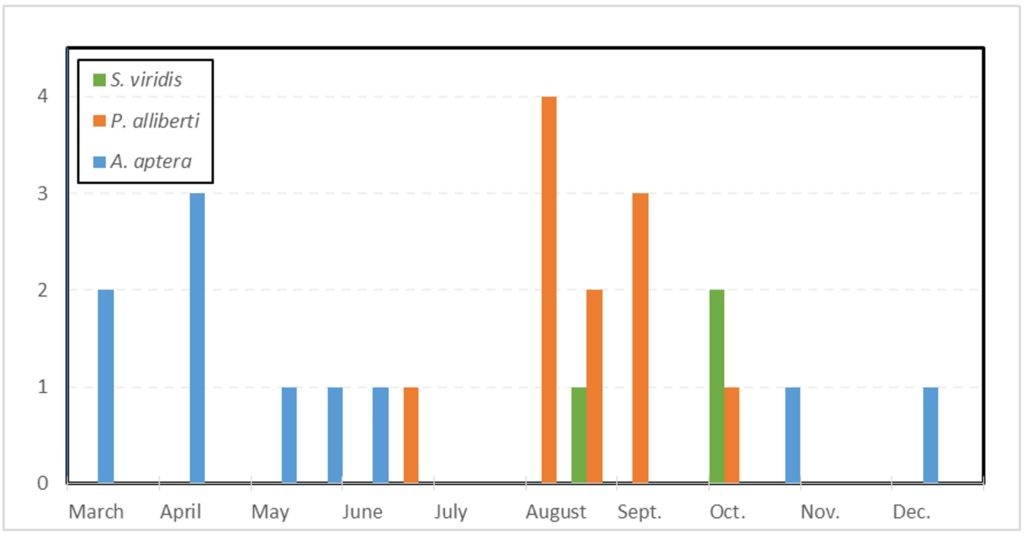
Phänologie der drei zuvor genannten Fangschrecken einschließlich der Afrikanischen Riesengottesanbeterin in Portugal

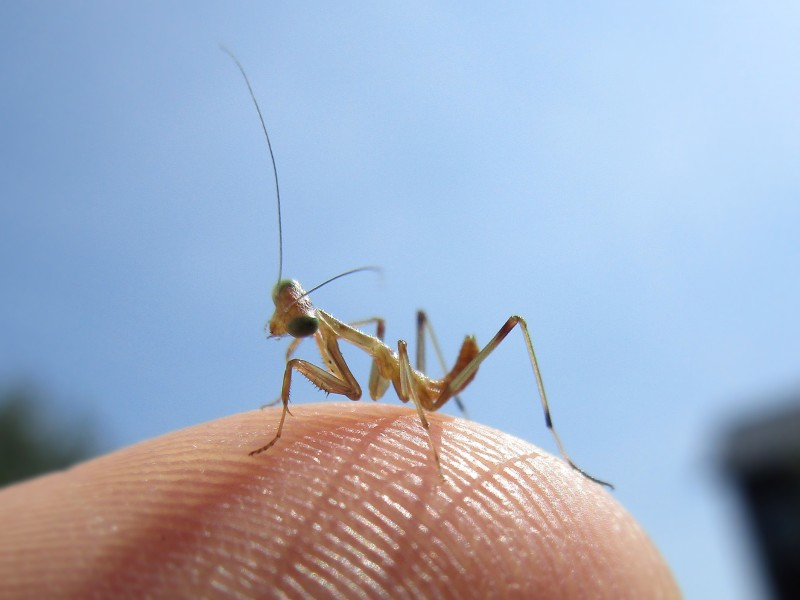
Larve

Die Afrikanische Riesengottesanbeterin lebt gut getarnt in ihrem Habitat. Sie bewohnt Sträucher oder sitzt auf Gräsern, wo sie wegen ihrer Färbung und Gestalt schwer zu erkennen ist. Wie alle Mantiden ist auch sie ein Lauerjäger, d. h. sie verharrt still, um sowohl Beutetieren, als auch Fressfeinden nicht aufzufallen. Beutetiere werden blitzschnell mit den Fangarmen ergriffen, sobald sie in Reichweite sind. Bei der Einschätzung der Entfernung und Größe des Beutetiers helfen die großen Augen der Gottesanbeterin. Es werden also nur lebende, sich bewegende Tiere gefangen und gleich anschließend verzehrt. Die Afrikanische Riesengottesanbeterin fängt dabei alle Tiere, die sie überwältigen kann, auch wenn diese größer oder schwerer sind als sie selbst. Ihre Hauptnahrung sind jedoch andere Wirbellose. Während die Männchen meistens versuchen, durch Fliegen einem Fressfeind zu entkommen, reagieren die flugunfähigen Weibchen oftmals aggressiv auf einen Angreifer und nehmen eine Drohhaltung ein. In größter Not erfolgt eine Verteidigung durch die Fangarme oder die Mandibeln.
Die Afrikanische Riesengottesanbeterin neigt zum Kannibalismus. Dabei werden besonders die kleineren Männchen von den größeren Weibchen schon während der Paarung aufgefressen. Nach der Paarung legt das Weibchen mehrere Ootheken ab, aus welchen jeweils bis zu 300 Nachkommen schlüpfen können.

## Haltung
In der Terraristik ist die Afrikanische Riesengottesanbeterin aufgrund ihrer Anspruchslosigkeit und Größe ein beliebtes Heimtier und wird weltweit im Handel angeboten. Zusammen mit anderen Arten der Gattung, etwa der Ghana-Gottesanbeterin oder der ebenfalls näher verwandten Indischen Riesengottesanbeterin, zählt sie zu den Fangschrecken, die am häufigsten gehalten werden.

## Systematik
Erstbeschreiber Peter Forsskål beschrieb die Art 1775 zuerst als Gryllus viridis. Als Carl Stål 1871 die Gattung Sphodromantis beschrieb, ordnete er auch die Afrikanische Riesengottesanbeterin in selbige ein, sodass sie ihre noch heute gültige Bezeichnung erhielt. Heute ist die Afrikanische Gottesanbeterin die Typusart der Gattung und besitzt fünf Unterarten mit folgenden Bezeichnungen und Autoren sowie Beschreibungsjahren:
- Sphodromantis viridis barbara La Greca, 1967
- Sphodromantis viridis inornata Werner, 1923
- Sphodromantis viridis meridionalis La Greca, 1950
- Sphodromantis viridis simplex La Greca & Lombardo, 1987
- Sphodromantis viridis viridis Forskal, 1775

(Syn. = Sphodromantis viridis bimaculata Burmeister, 1838)
(Syn. = Sphodromantis viridis cavibrachia Werner, 1915)
(Syn. = Sphodromantis viridis gutatta Thunberg, 1815)
(Syn. = Sphodromantis viridis vischeri Werner, 1933)

## Galerie

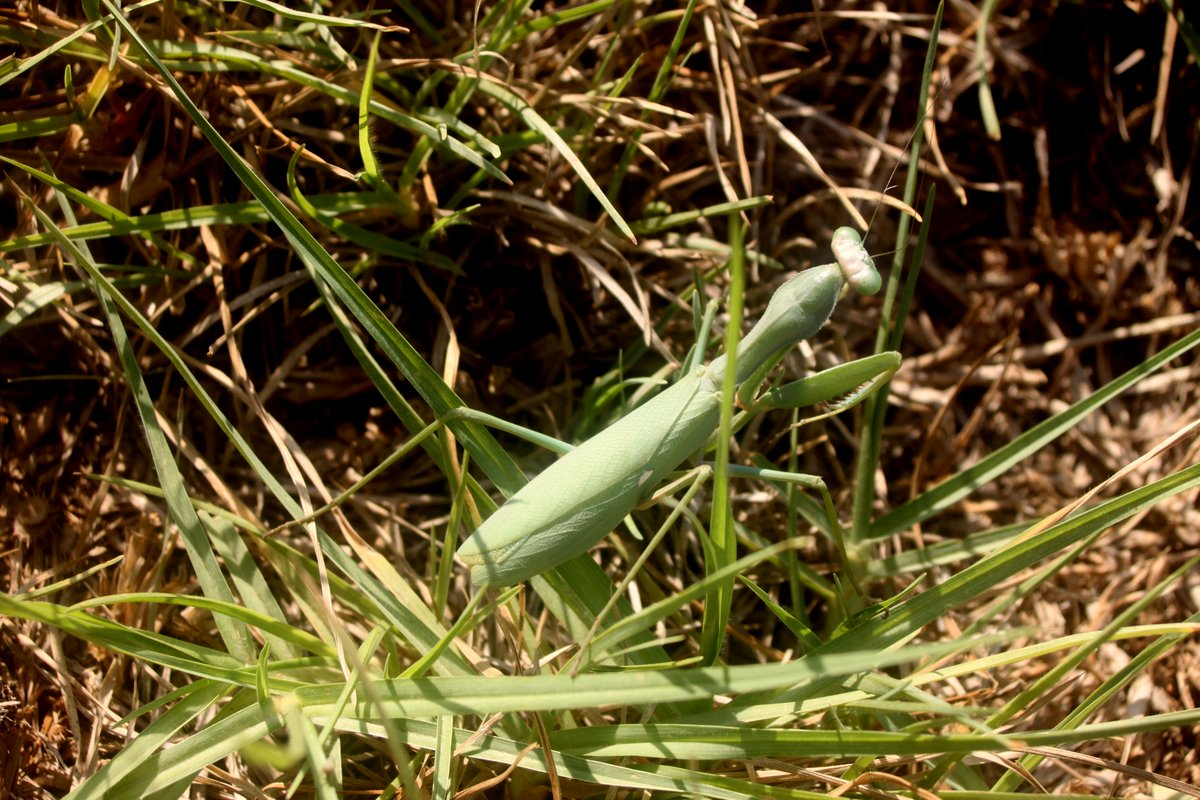
Draufsicht eines Weibchens
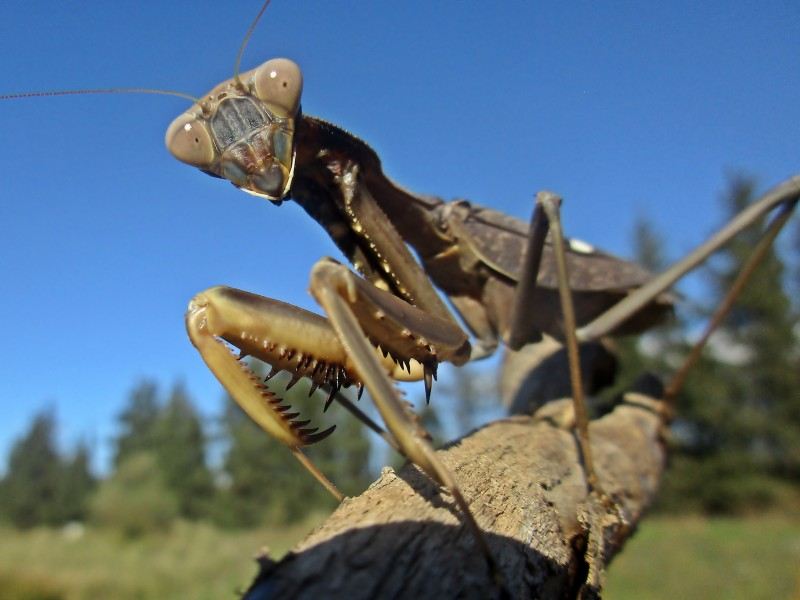
Frontalansicht eines Weibchens
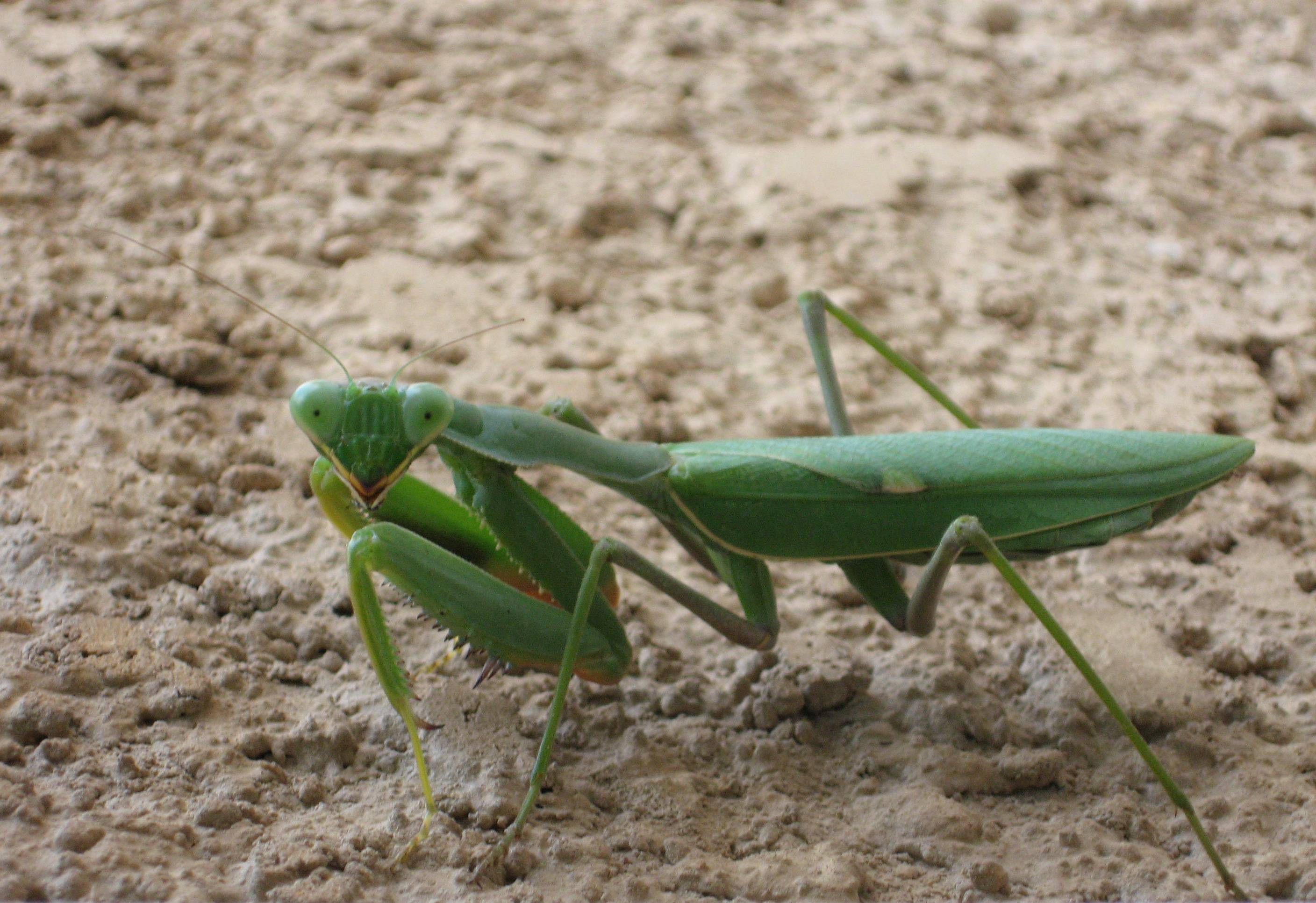
Lateralsicht eines Weibchens
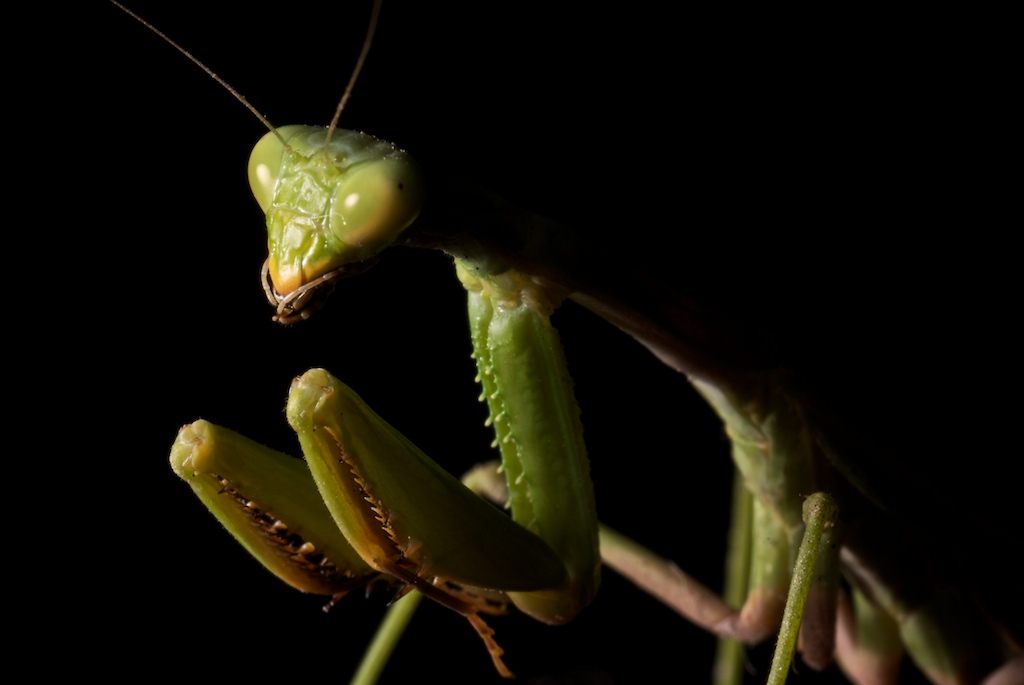
Detailaufnahme des Vorderkörpers eines Weibchens
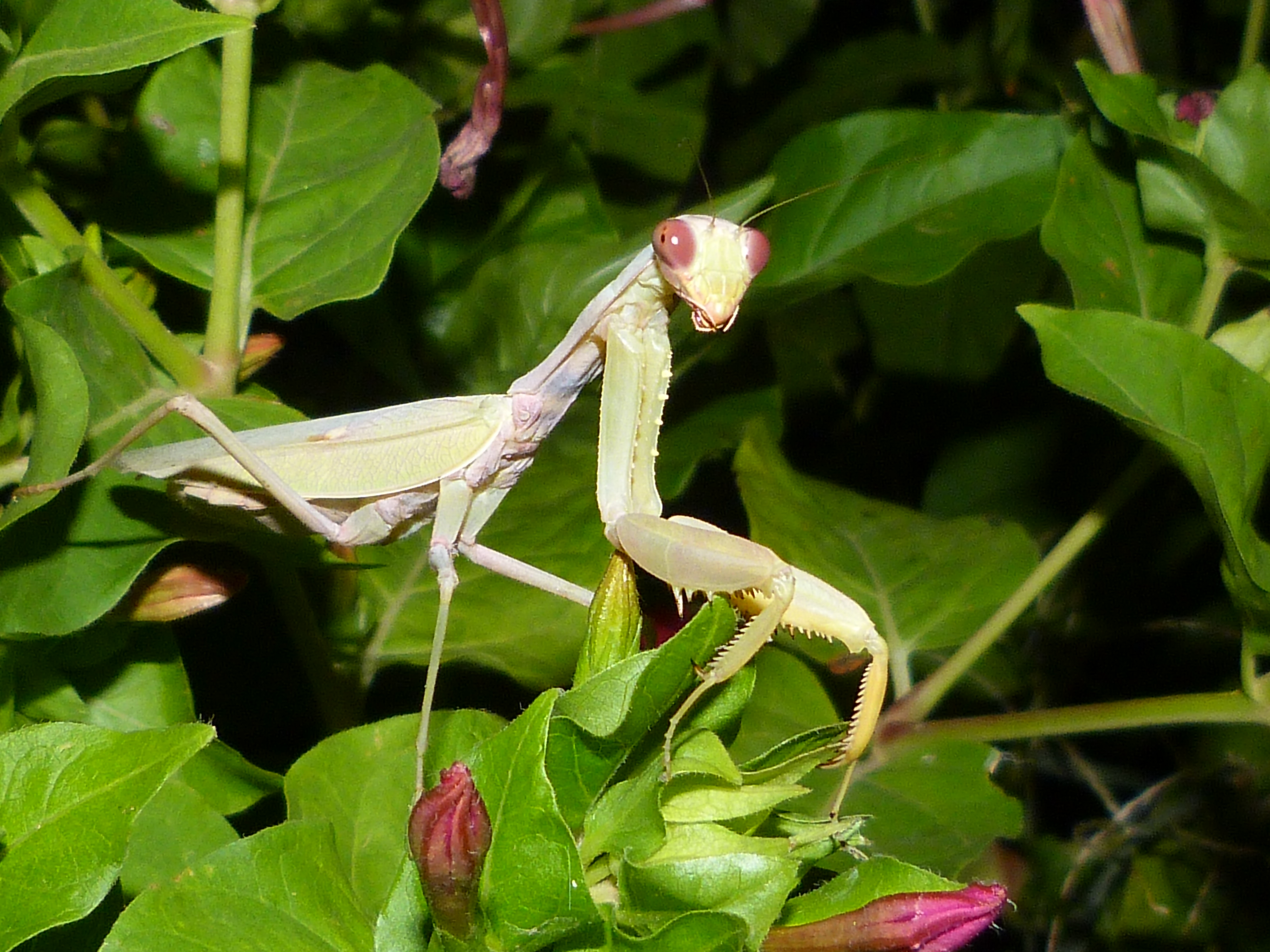
Weibchen bei Nacht
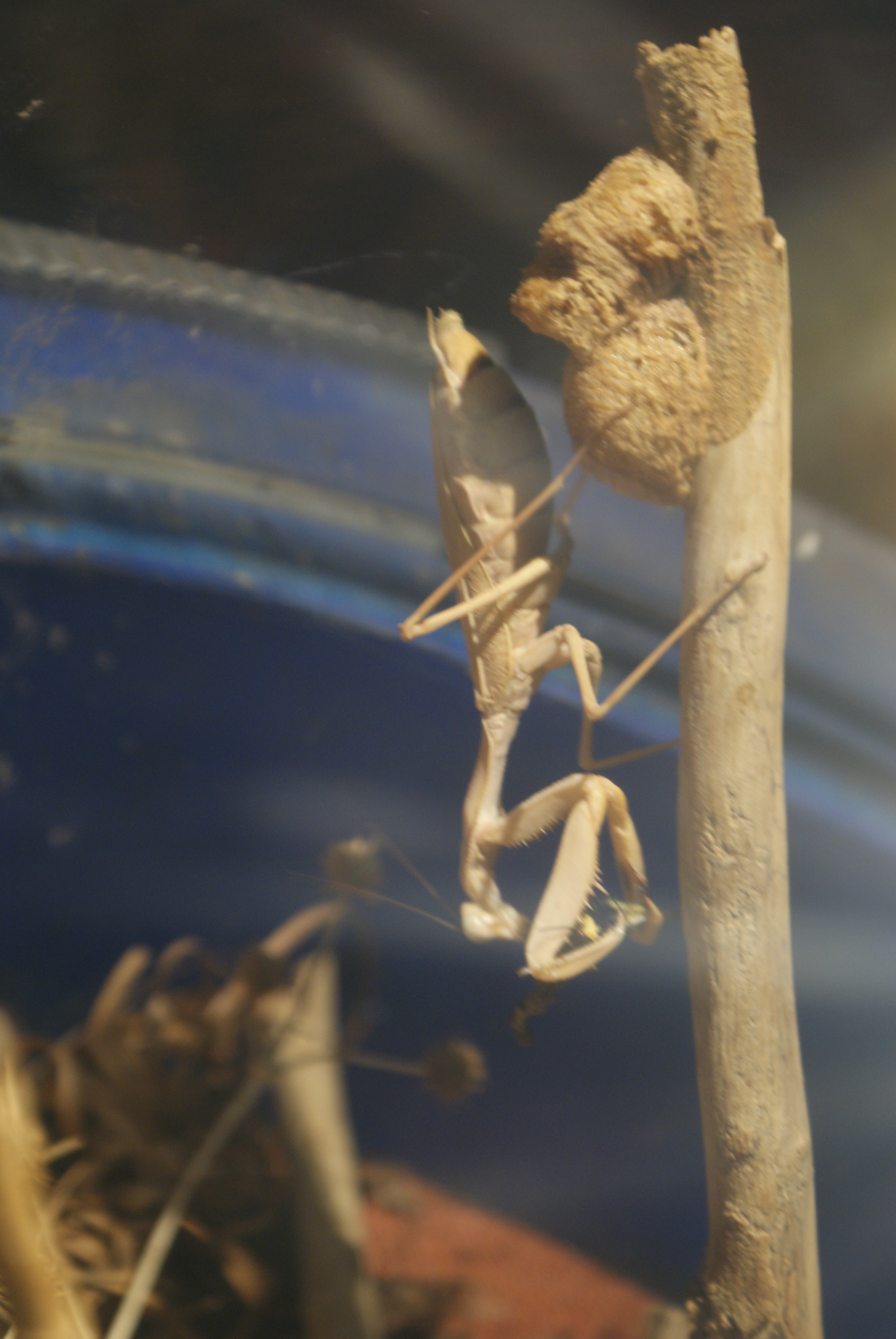
Weibchen mit abgelegten Ootheken
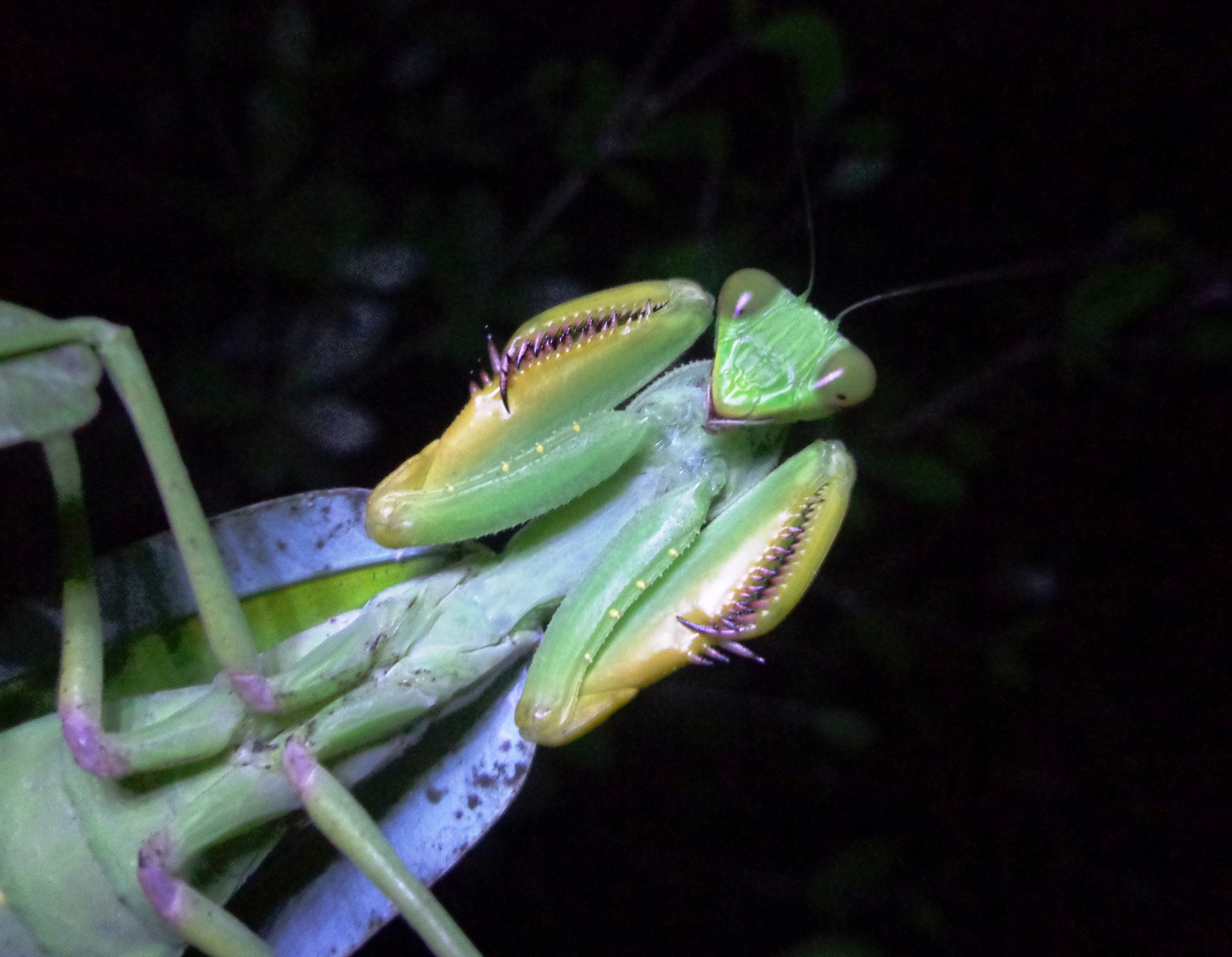
Drohgebärde eines Weibchens
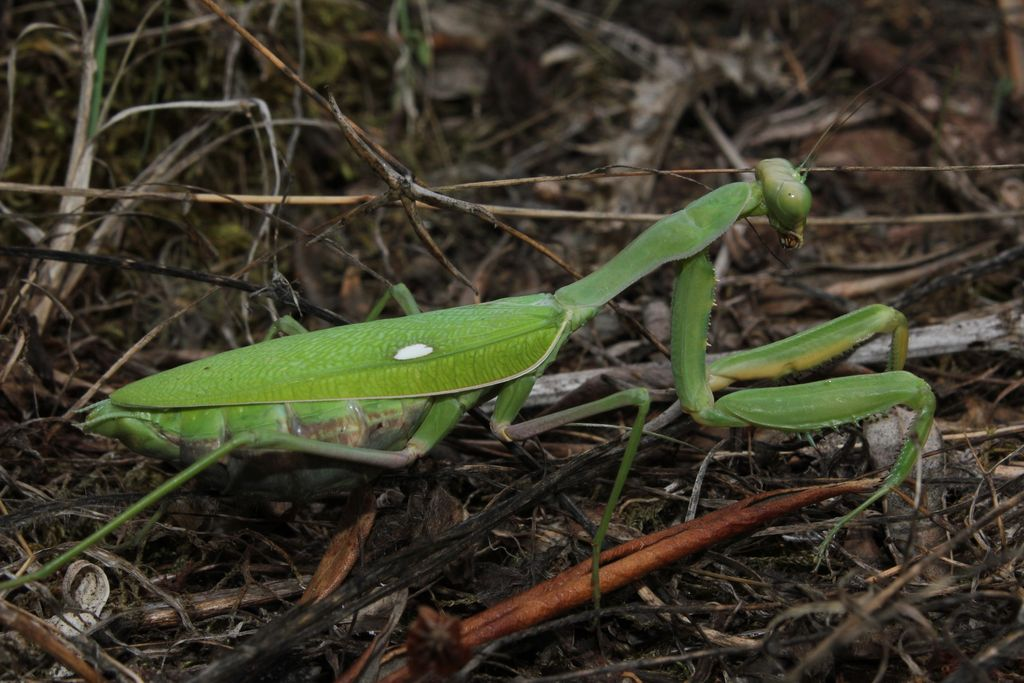
Trächtiges Weibchen
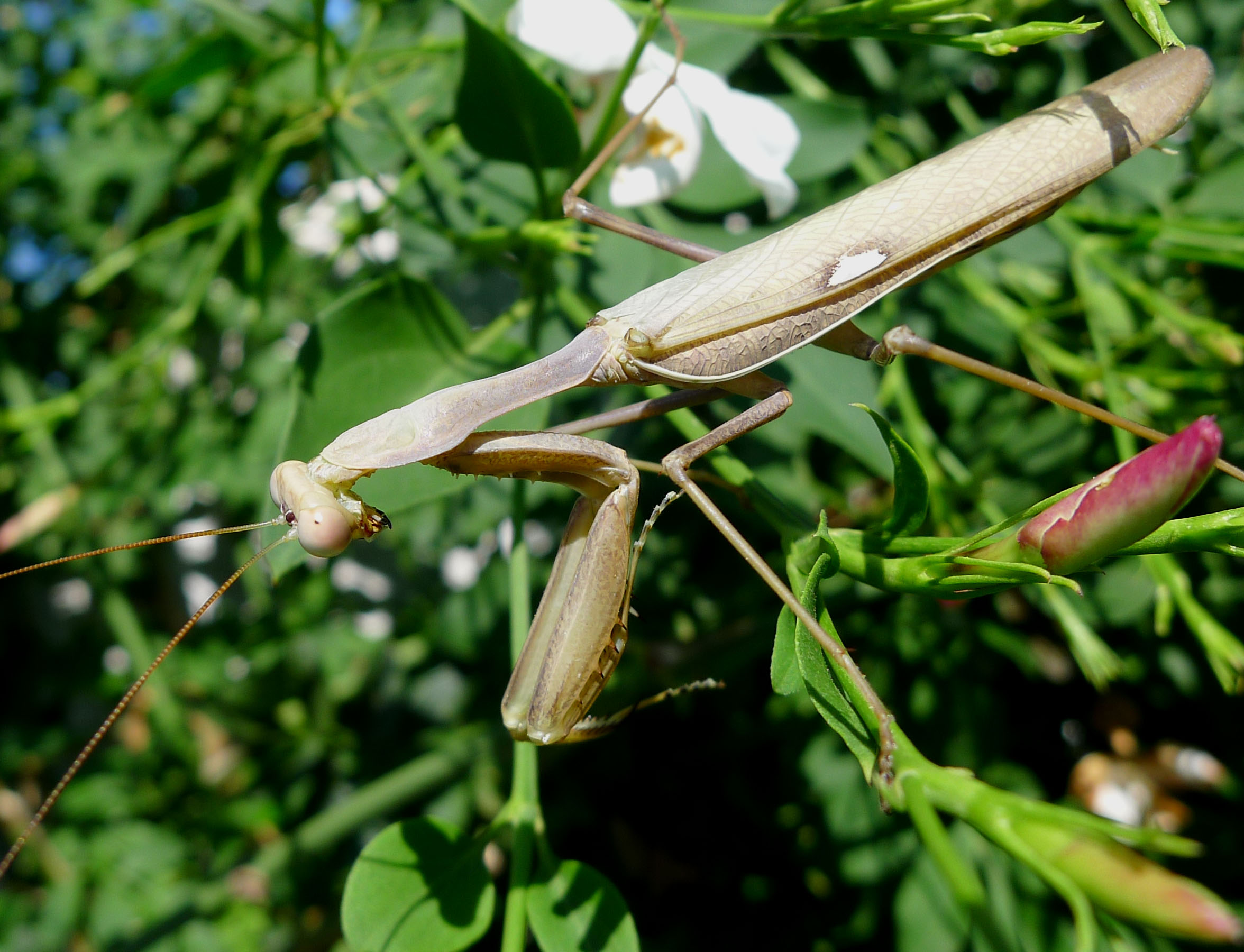
Draufsicht eines Männchens
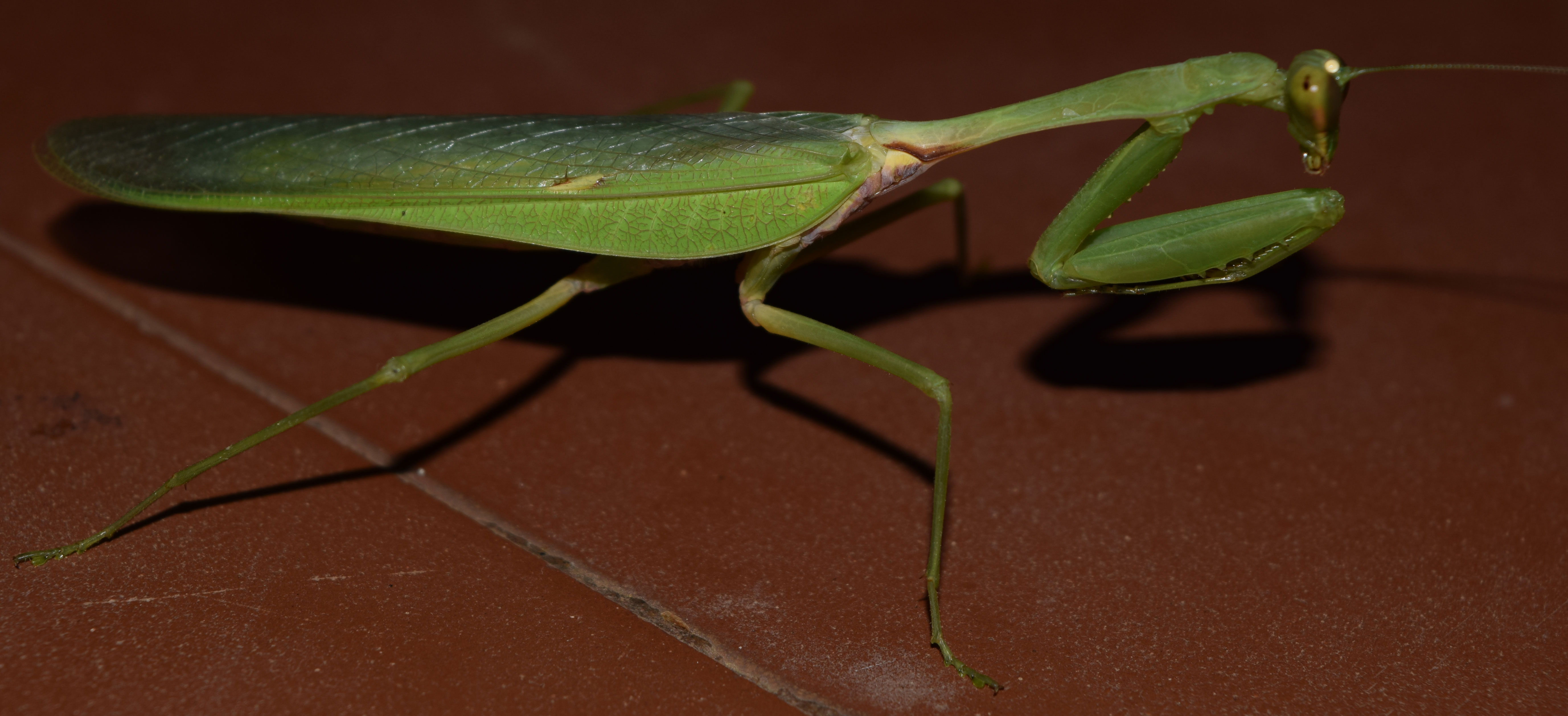
Lateralsicht eines Männchens
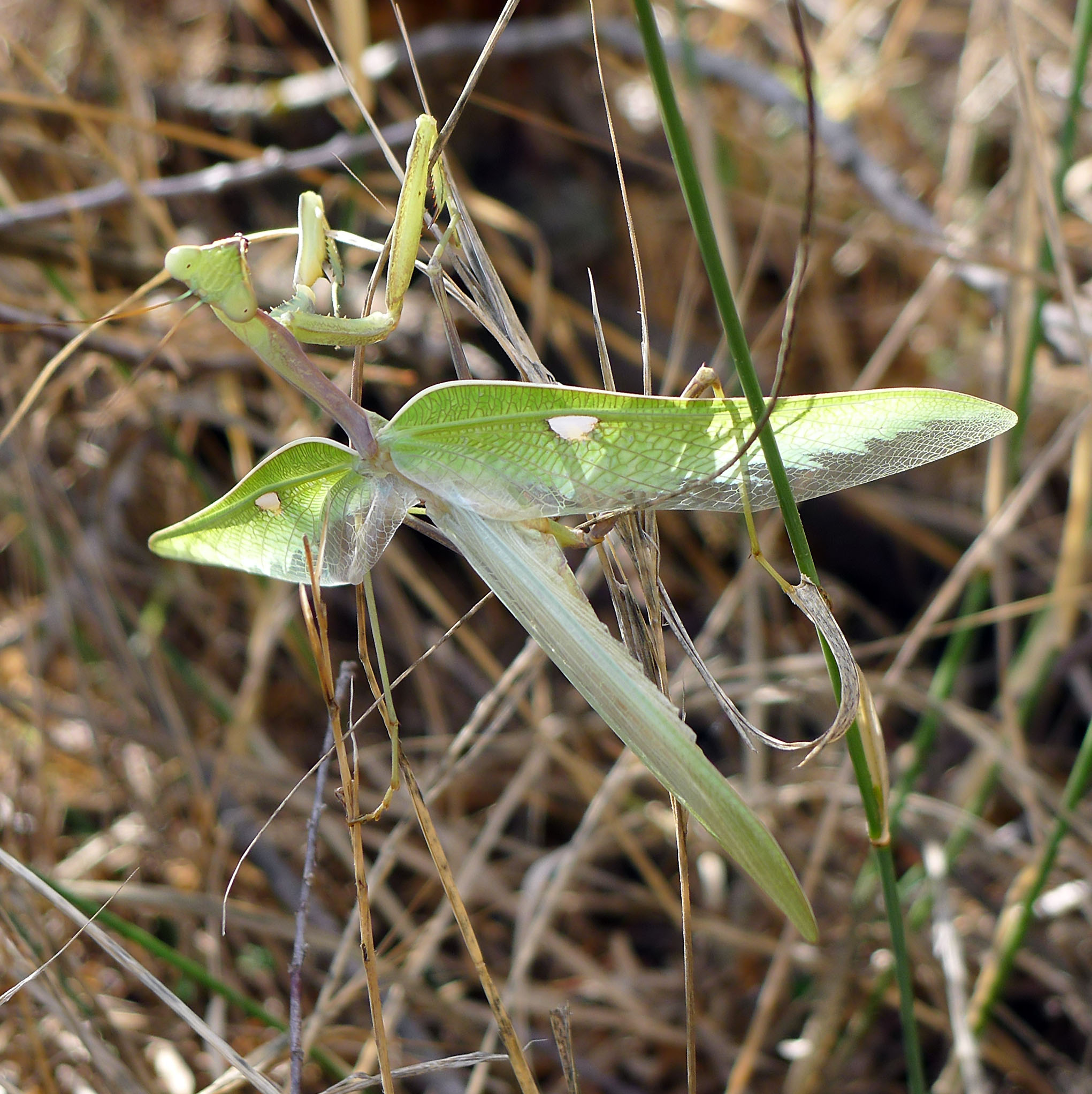
Männchen mit ausgebreiteten Vorderflügeln
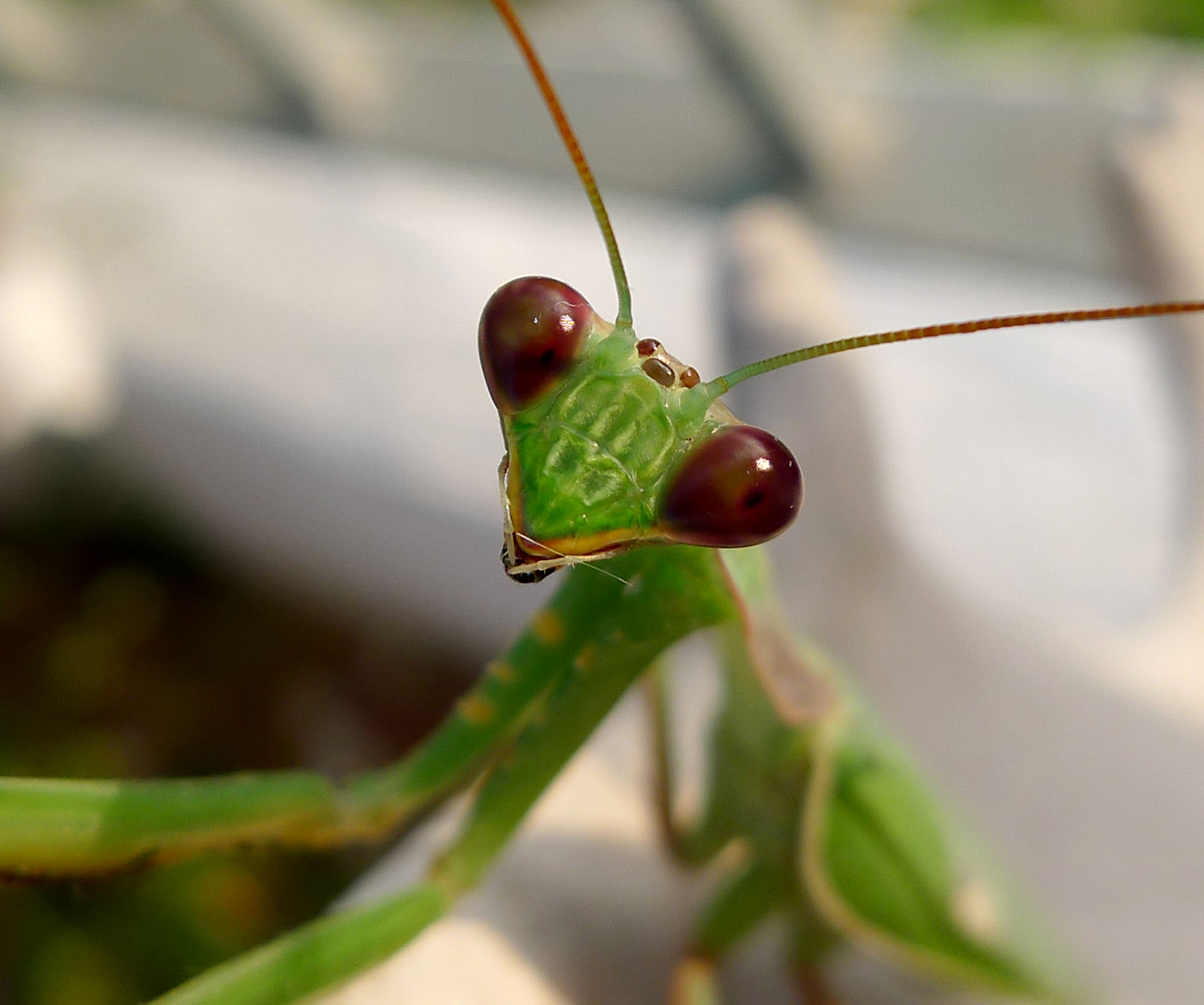
Detailaufnahme des Vorderkörpers eines Männchens, hier noch mit an dunklere Lichtverhältnisse angepasste Augen.
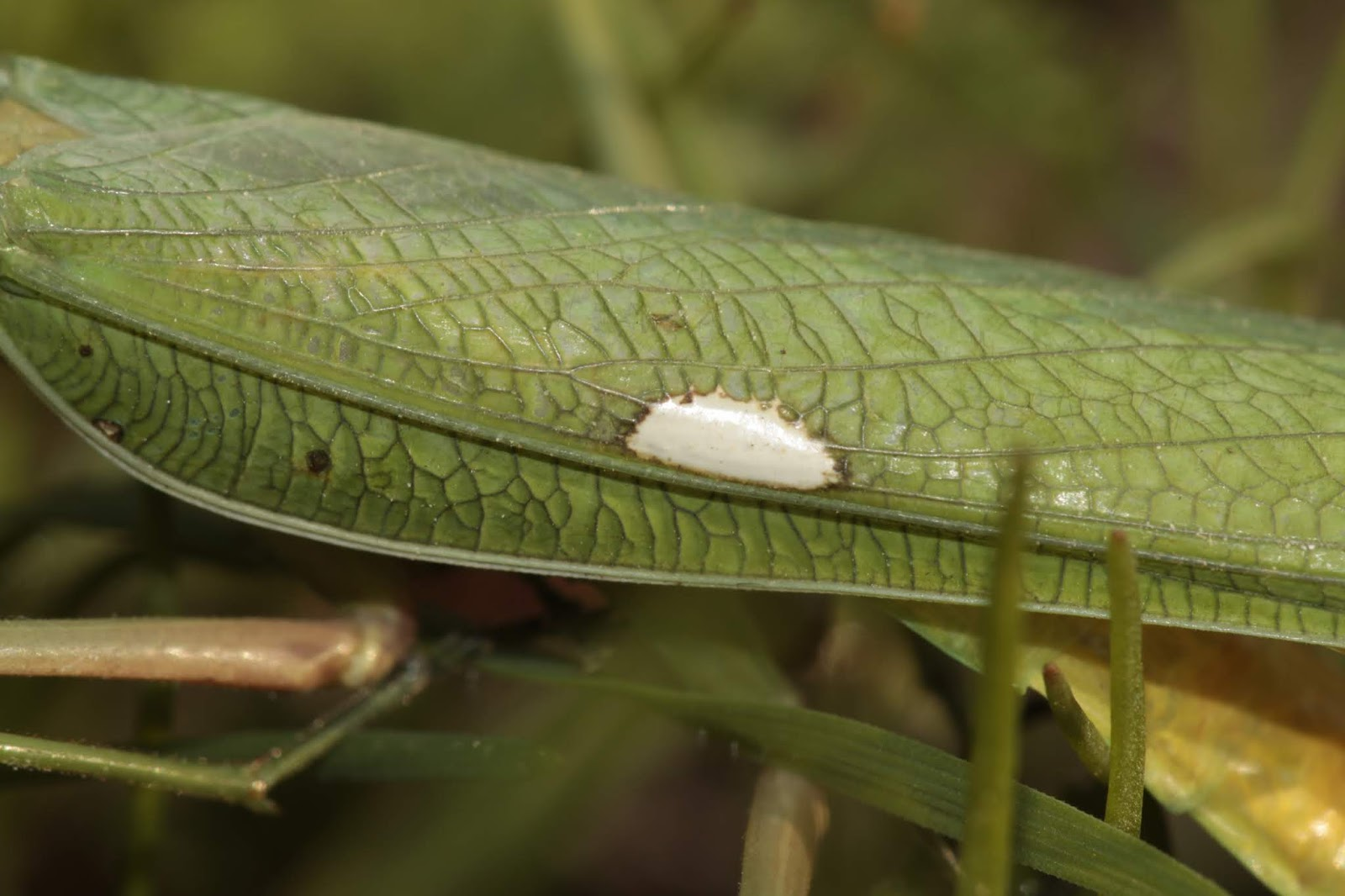
Detailaufnahme von einem Oberflügel eines Männchens
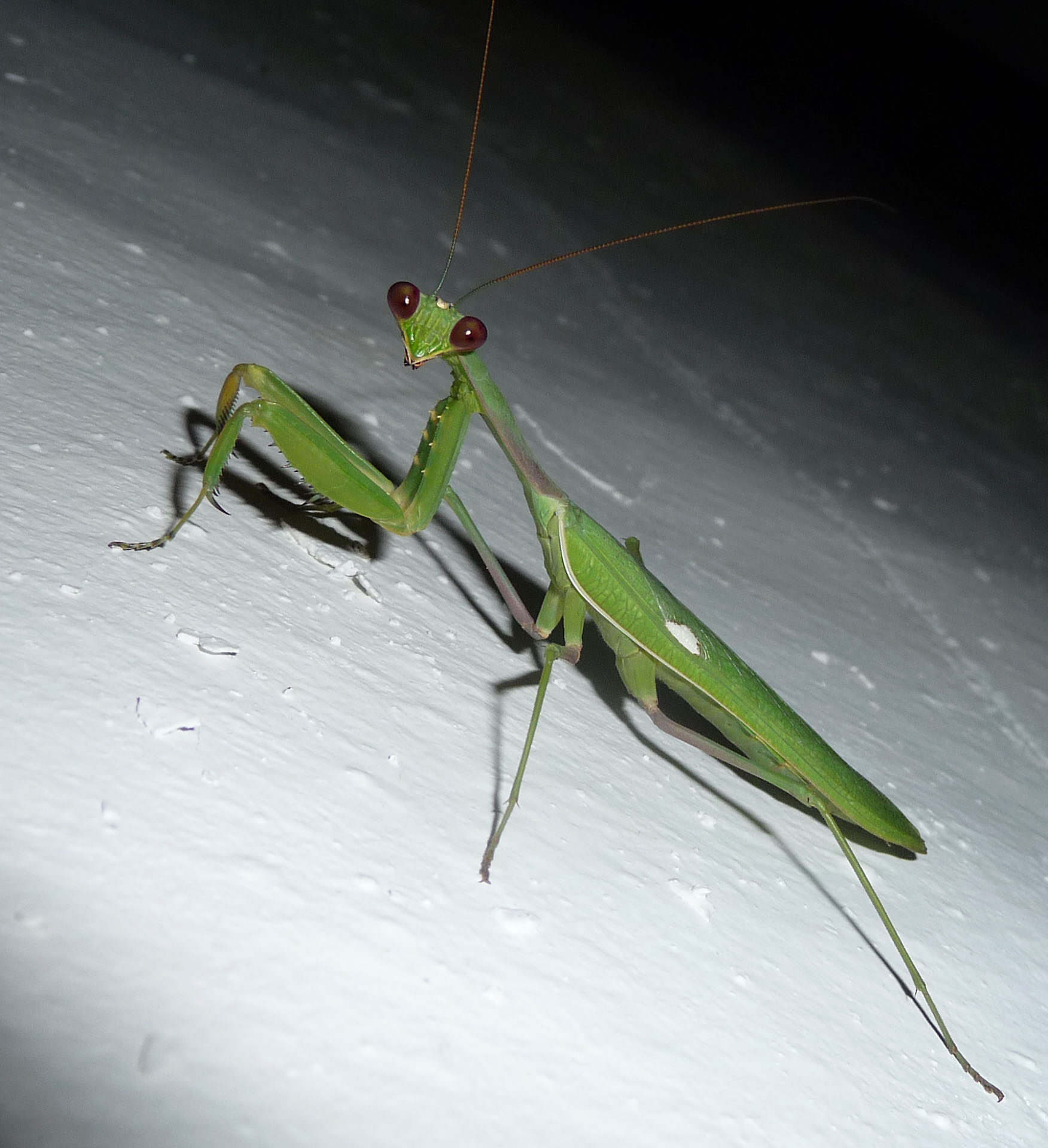
Männchen bei Nacht
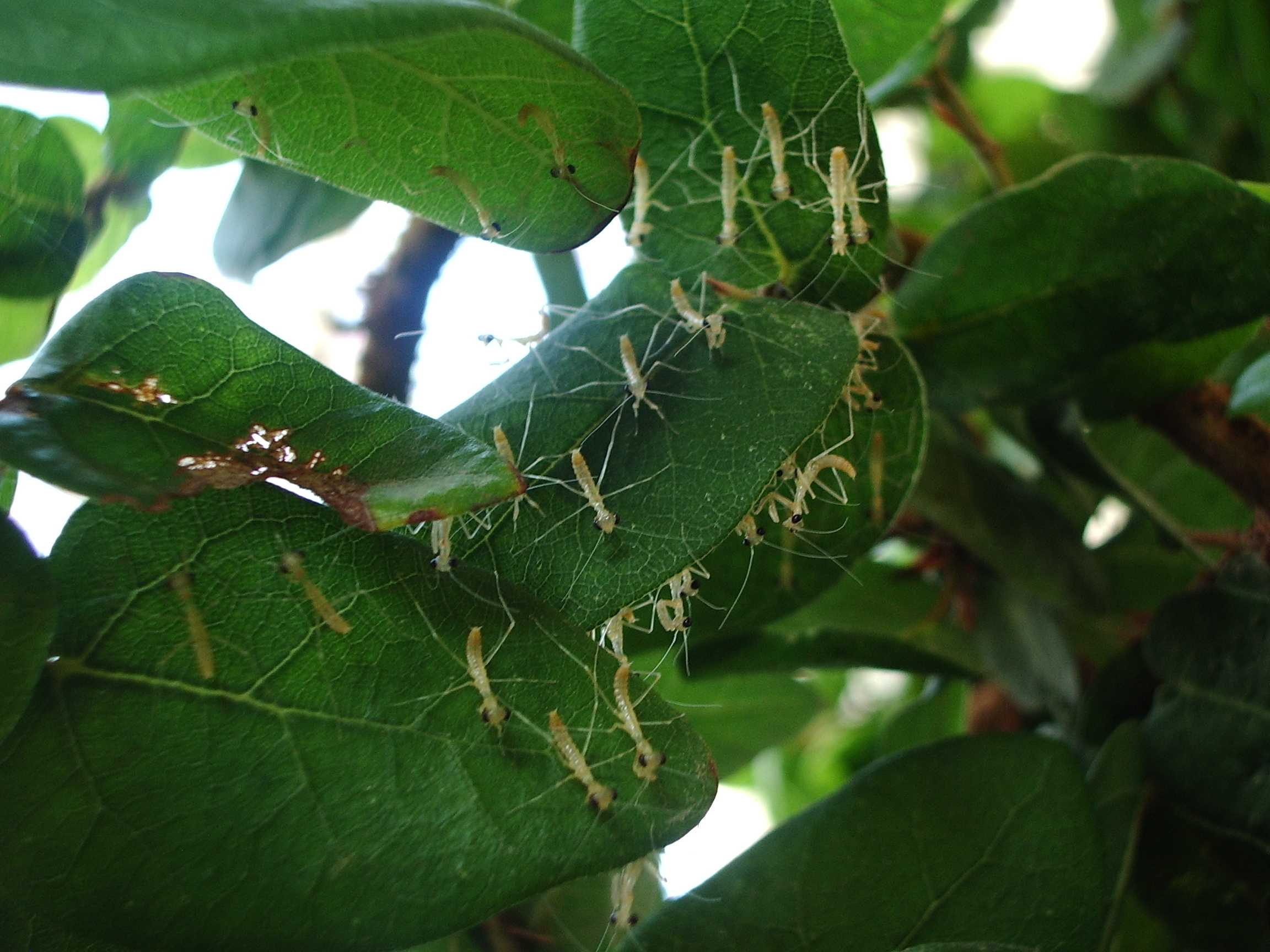
Mehrere frisch geschlüpfte Larven
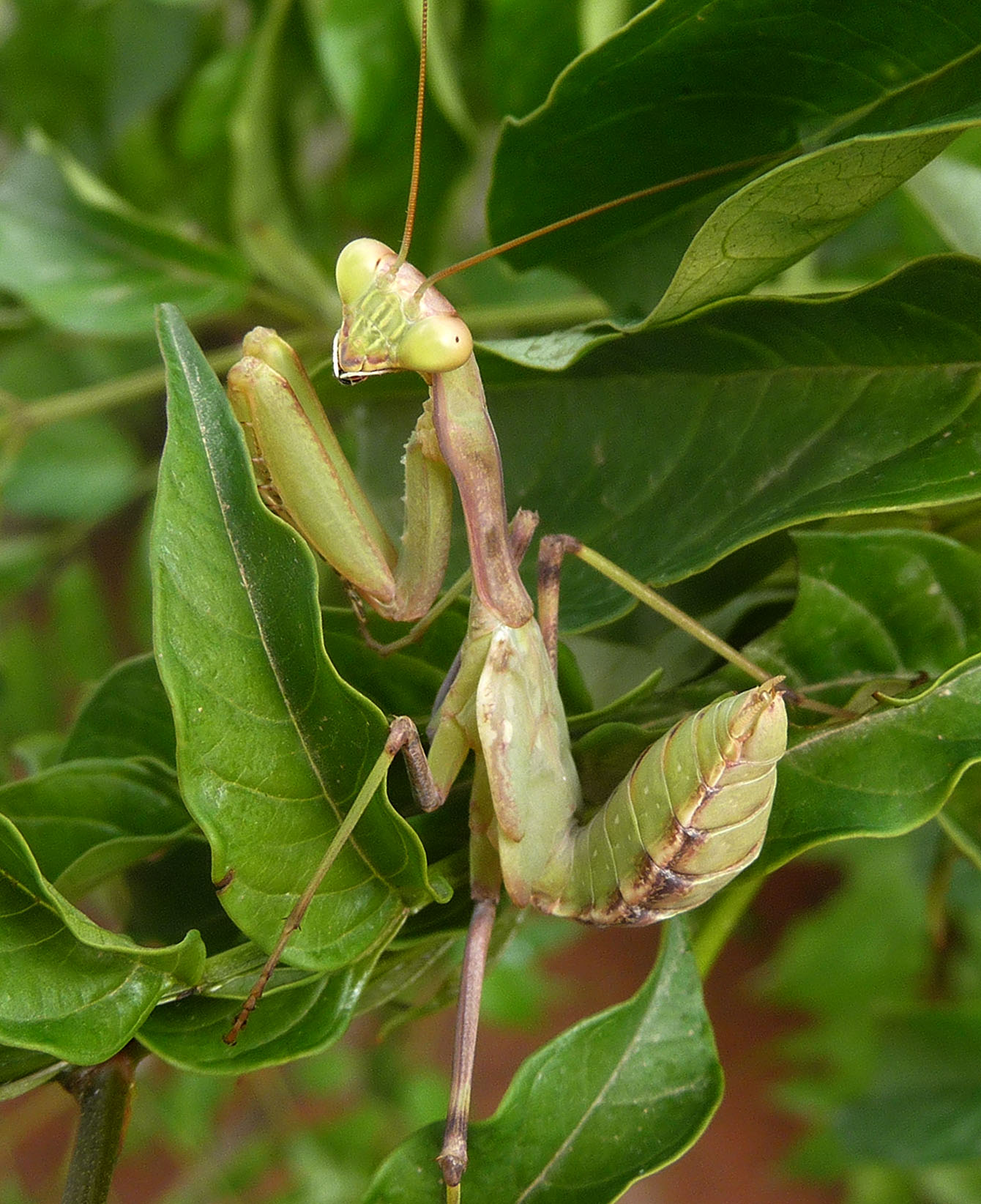
Draufsicht eines Jungtiers
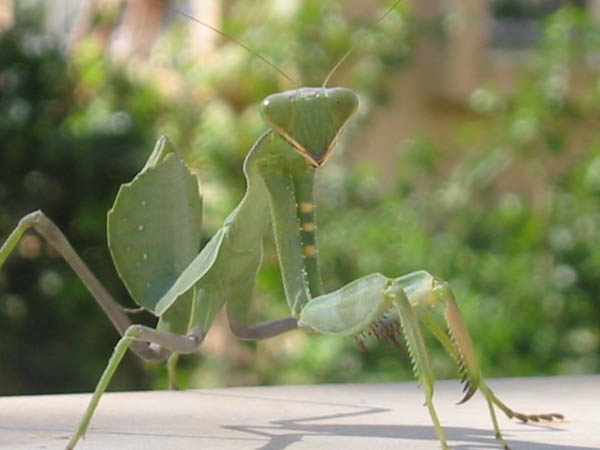
Frontalansicht eines Jungtiers
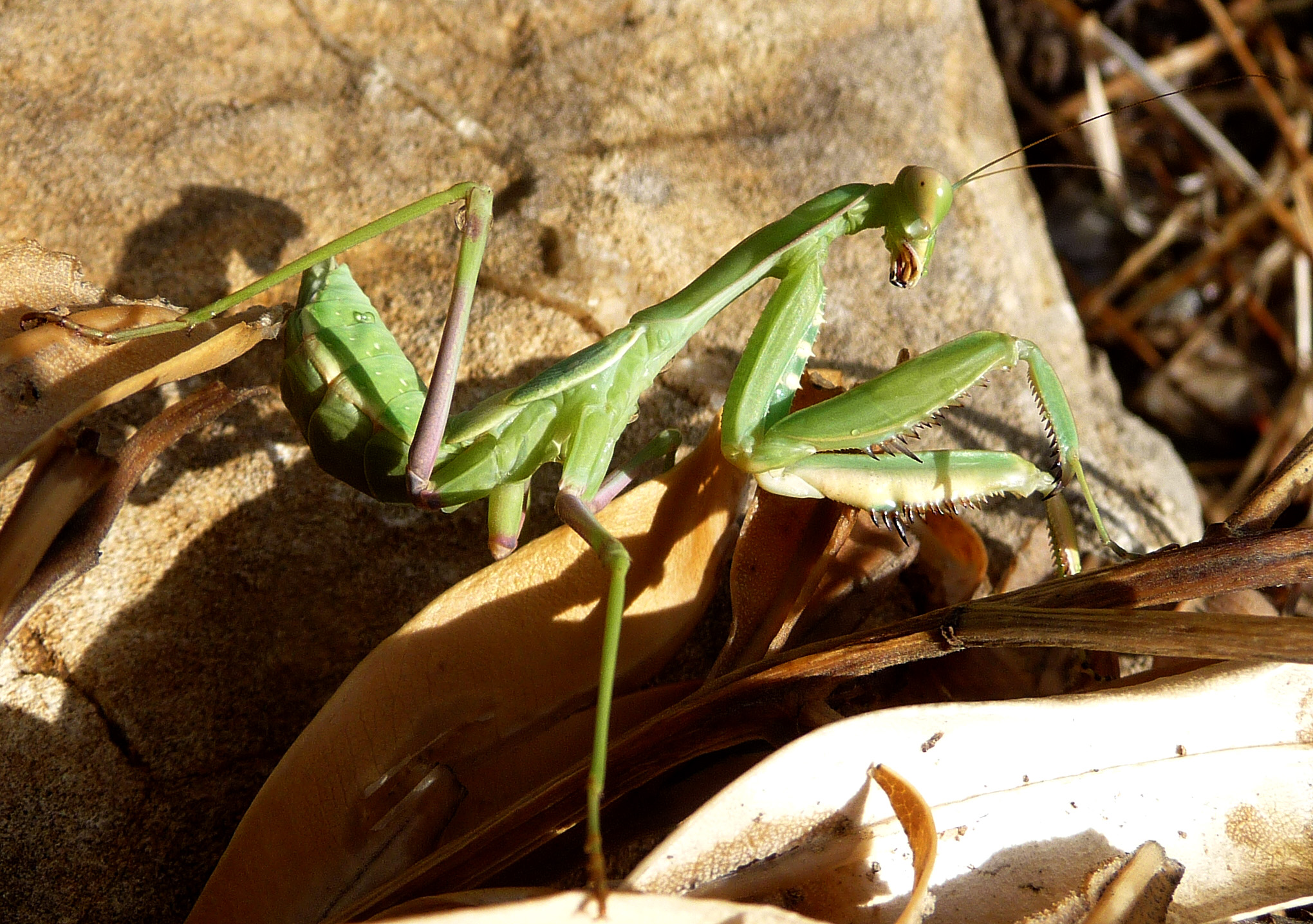
Lateralsicht eines Jungtiers
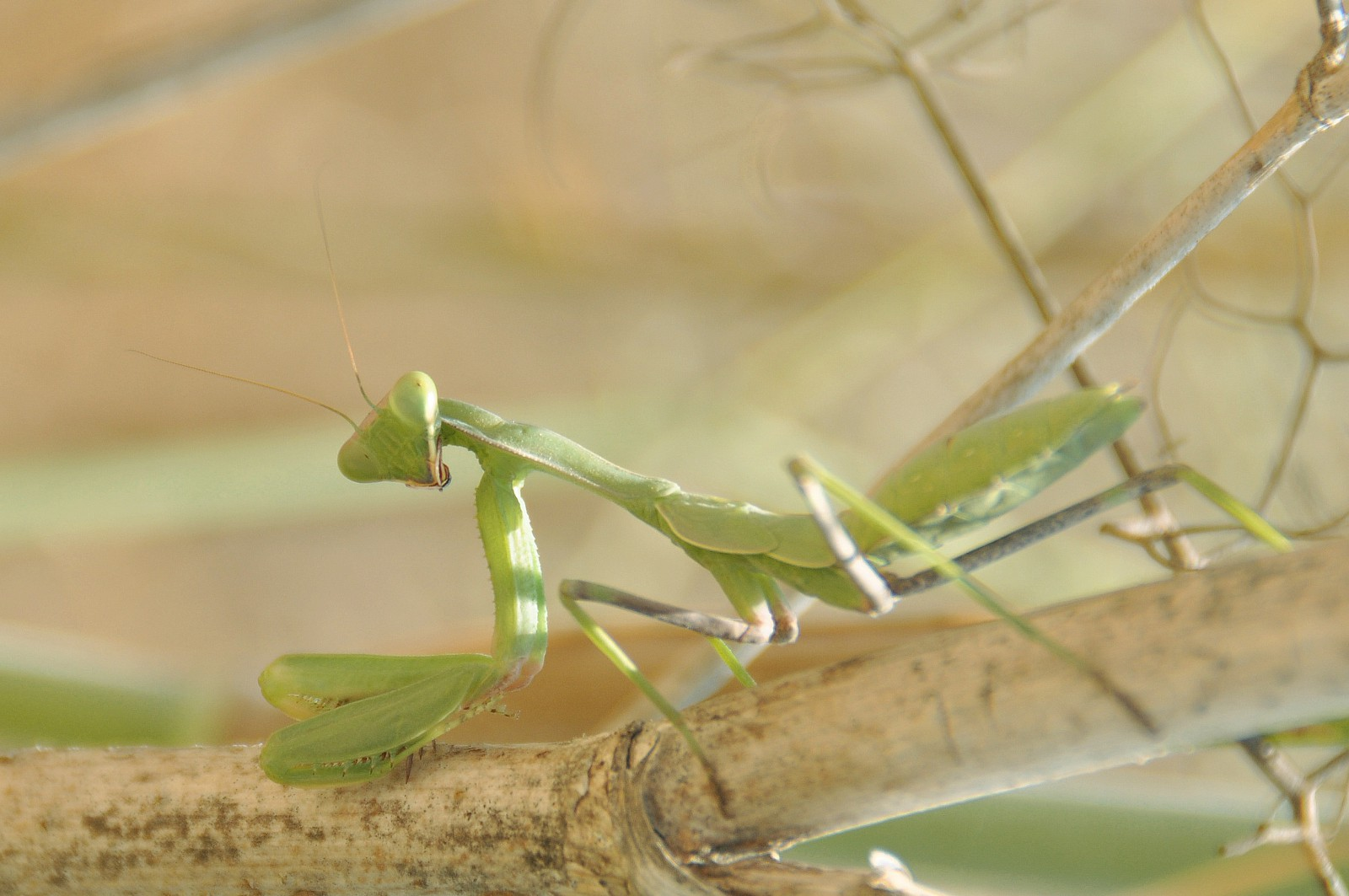
Rückansicht eines Jungtiers